# Araz Supermarket
Araz Supermarket is een supermarktketen in Azerbeidzjan. Het is de grootste winkelvestiging in Azerbeidzjan in termen van aantal winkels en jaaromzet.

## Activiteiten
Araz Supermarkets Chain startte haar activiteiten in 2011 met 4 winkels.
Het belangrijkste principe van Araz is het leveren van basisvoedsel en verbruiksartikelen aan de consument met een hoge kwaliteit en de meest betaalbare prijs. Araz, een van de eerste vertegenwoordigers van het supermarktmodel in Azerbeidzjan, heeft meer dan 600 producten in zijn portfolio en streeft er ook naar om zijn klanten veel particuliere en binnenlandse merkproducten aan te bieden.
Araz Supermarkets Chain biedt service met meer dan 170 winkels in Azerbeidzjan vanaf januari 2022. Araz is ook lid van "Consumer Goods Forum".
Het bedrijf, dat gevoelig is voor milieubescherming, introduceerde in 2019 ECO-zakken gemaakt van maïs en aardappelen voor langdurig gebruik aan consumenten.
Araz Supermarket werkt samen met reconstructie- en ontwikkelingsbanken.
Araz Supermarket LLC werd uitgeroepen tot "Food and Beverage Retailer of the Year" in Azerbeidzjan door "Retail Asia" en "Singapore Retailers Association" (SRA) en ontving de "Retail Asia Awards-2021".